# Enric Benavent Benavent
Enric Benavent Benavent (Quatretonda, 1953) és un escriptor, traductor i actor de cinema, teatre i televisió valencià.

## Trajectòria
Nascut l'any 1953 a la localitat de la Vall d'Albaida de Quatretonda, cursà el batxillerat a l'institut Lluís Vives de València i a l'IES d'Albaida. Posteriorment es llicencià en Filosofia i lletres a la Universitat de València, especialitzant-se en filologia moderna (anglesa i francesa). Participà en sèries de televisió com Reina de Espadas, La mandrágora, Mi reino por un caballo, ¿Dónde está?, La madre de mi marido, Acusados, Los protegidos, Ángel o demonio i El secreto de Puente Viejo, així com a les pel·lícules Que nos quiten lo bailao, El hombre de la nevera, El árbol de las cerezas, L'illa de l'holandès, Dripping, Feroz i Detalles.
L'any 2015 estigué actuant al teatre La Latina de Madrid en l'obra Atchúusss!!!, al costat de Fernando Tejero, Malena Alterio i Adriana Ozores, entre d'altres.
En la faceta d'escriptor publicà diverses obres d'estils ben diversos com la novel·la, la dramatúrgia o la poesia. En aquest darrer gènere literari publicà a la revista Signos. També es desenvolupà com a traductor en diverses ocasions amb obres d'Eduardo de Filippo, J.B. Priestley, Molière i Ferran Torrent, entre d'altres.

## Obres com a escriptor
- Cáliz de vértigo (Fondo de Cultura Económica)[1]
- Perversas memorias de un vampiro (1990, Temas de hoy)[1]
- Vodevil (2002, Teatres de la Generalitat Valenciana) premi Max Aub[4]
- La ruleta russa (Publicacions de la Universitat de València)[1]
- «Lleugeres tempestes al centre del cor» dins de Teatre Valencià Contemporani (2004, 3i4 edicions) peça teatral[1][5]

## Obres com a actor

### Cinema
| Any  | Títol                      | Paper        |
| ---- | -------------------------- | ------------ |
| 1983 | Que nos quiten lo bailao   | Fray Jacinto |
| 1993 | El hombre de la nevera     |              |
| 1998 | El árbol de las cerezas    | Flequer      |
| 2001 | L'illa de l'holandès       | Paco         |
| 2003 | Dripping                   |              |
| 2007 | Feroz                      |              |
| 2009 | Detalles                   |              |
| 2011 | 5 metros cuadrados         | Jaime        |
| 2015 | B, la película             |              |
| 2016 | El hombre de las mil caras | Casturelli   |

### Teatre
| Any  | Títol             | Paper   | Direcció      | Teatre         | Anotacions                                               |
| ---- | ----------------- | ------- | ------------- | -------------- | -------------------------------------------------------- |
| 1995 | Nàpols milionària |         | Joan Peris    | Teatre Micalet | No actuà; realitzà l'adaptació de l'obra.                |
| 2005 | Atchúusss!!!      | Dimitri | Carles Alfaro | La Latina      | També realitzà l'adaptació de l'obra, amb Carles Alfaro. |

### Televisió
| Any             | Títol                      | Paper             | Emissora  | Anotacions    |
| --------------- | -------------------------- | ----------------- | --------- | ------------- |
| 2000            | Reina de Espadas           |                   |           |               |
| 2002            | ¿Dónde está?               |                   |           |               |
| 2004            | La madre de mi marido      |                   |           |               |
| 2006            | La mandrágora              |                   |           |               |
| 2009            | Acusados                   |                   | Telecinco | 1 episodi     |
| 2010            | Mi reino por un caballo    |                   | La 2      | 1 episodi     |
| 2011            | Los protegidos             |                   | Antena 3  | 1 episodi     |
| 2011            | Ángel o demonio            |                   | Telecinco | 1 episodi     |
| 2011-2015       | El secreto de Puente Viejo | Don Pedro Mirañar | Antena 3  | 1135 episodis |
| 2017-actualitat | Vergüenza                  | Paco Gutiérrez    | #0        | ? episodis    |
| 2019            | La forastera               | Paco              | À Punt    | 8 episodis    |
| 2020            | Valeria                    | Fernando Férriz   | Netflix   | 1 episodi     |